# 타카다 유미
타카다 유미(일본어: 高田 由美 たかだ ゆみ[*], 1961년 9월 21일 ~ )는 일본의 성우. 도쿄도 출신. 81프로듀스 소속.

## 출연작
1999년
- 붕붕차차 (캐서린)